# Целинный (Забайкальский край)
Целинный — посёлок сельского типа в Краснокаменском районе Забайкальского края (Россия).
Население — 1201 чел. (2021).

## География
Расположен в 20 км от Краснокаменска на севере района у речки Урулюнгуй.

## История
В марте 1963 года началось строительство совхоза. Название он получил в честь освоения целинных земель. Строился посёлок совхоза «Целинный» рядом с железнодорожной станцией Урулюнгуй, где в то время проходила узкоколейная железная дорога. И лишь в 1972 году была сдана в эксплуатацию широкая колея в связи с потребностями в перевозке грузов.
В посёлке работают общеобразовательная школа, музей, участковая больница, столовая, детский сад, магазины, Дом культуры, библиотека.

## Население
| 1989 | 2002  | 2003  | 2010  | 2021  |
| ---- | ----- | ----- | ----- | ----- |
| 1663 | ↗1683 | ↗2000 | ↘1548 | ↘1201 |

## Хозяйство
Основным направлением работы совхоза является сельское хозяйство. С переходом от бригадного метода работы на звеньевой выросла урожайность зерновых с 6 до 20 га. Первое механизированное звено возглавил Ю. К. Окладников. Совхоз «Целинный», а впоследствии акционерное общество, стал крупнейшим зерноводческим и семеноводческим сельскохозяйственным предприятием Читинской области. Руководителями «Целинного» были Н. А. Сергеев, А. Ф. Эпов, В. И. Колесников, Е. С. Гуцалюк и С. А. Беломестнов. Сегодня в сельхозпредприятии работают около 400 человек, развита перерабатывающая отрасль, налажено сотрудничество с китайскими овощеводами.